# John Moore Allison
John Moore Allison (* 7. April 1905 in Holton, Kansas; † 28. Oktober 1978 in Honolulu, Hawaii) war ein US-amerikanischer Diplomat, der unter anderem zwischen 1952 und 1953 Assistant Secretary of State for Far Eastern Affairs, von 1953 bis 1957 Botschafter in Japan, zwischen 1957 und 1958 Botschafter in Indonesien sowie zuletzt von 1958 bis 1960 Botschafter in der Tschechoslowakische Republik war.

## Leben

### Studium und Beginn der diplomatischen Laufbahn
Allison absolvierte nach dem Schulbesuch ein Studium der Politikwissenschaften an der University of Nebraska, das er 1927 mit einem Bachelor of Arts (B.A. Political Science) abschloss. Danach war er von 1927 bis 1929 als Englischlehrer in Japan und zwischen 1929 und 1930 Werbemanager für General Motors in Shanghai tätig. Danach blieb er in Shanghai, wo er bis 1931 als Büroangestellter für das US-Außenministerium arbeitete. 1931 kehrte er nach Japan zurück und übernahm die Funktion als Vizekonsul in Kōbe sowie zwischen 1932 und 1934 als Sprachen-Referent an der Botschaft in Tokio. Im Anschluss war er von 1934 bis 1935 Vizekonsul an der Botschaft in Japan, ehe er 1935 nach China ging, wo er zunächst bis 1936 Konsul in dem vom Japanischen Kaiserreich kontrollierten Dalian war. Daraufhin fungierte er zwischen 1936 und 1937 als Konsul in Jinan, von 1937 bis 1938 als Konsul in Nanjing sowie zuletzt 1938 für einige Zeit als Konsul in Shanghai.
Nachdem Allison von 1939 bis 1941 noch einmal in Japan als Leiter des Generalkonsulats in Osaka tätig gewesen war, übernahm er von 1942 bis 1946 den Posten als stellvertretender Generalkonsul in London. 1946 kehrte er in die USA zurück und war zwischen 1946 und 1947 erst stellvertretender Leiter des Referats für Japan-Angelegenheiten sowie von 1947 bis 1948 Leiter des Referats für Nordostasien. Nachdem er von 1949 bis 1950 stellvertretender Leiter des Referats für Fernost-Angelegenheiten war, war er zwischen 1950 und 1951 Generalkonsul in Singapur und daraufhin 1951 Botschaftsrat an der Botschaft in Japan. In dieser Funktion beriet er im Juni 1951 die philippinische Regierung von Präsident Elpidio Quirino beim Abschluss eines Friedensvertrages mit Japan unter der Voraussetzung der Zahlung von Reparationsleistungen für Schäden im Zweiten Weltkrieg.

### Assistant Secretary of State for Far Eastern Affairsund Botschafter
Am 1. Februar 1952 wurde Allison als Nachfolger von Dean Rusk zum Assistant Secretary of State for Far Eastern Affairs ernannt und war damit Leiter der Unterabteilung für den Fernen Osten im US-Außenministerium. Diese Funktion bekleidete er bis zum 7. April 1953 und wurde danach durch Walter S. Robertson abgelöst. Daraufhin löste er selbst wiederum 28. Mai 1953 Robert Murphy als Botschafter in Japan ab und verblieb bis zum 2. Februar 1957 auf diesem diplomatischen Posten. Sein dortiger Nachfolger wurde am 25. Februar 1957 Douglas MacArthur II, der bislang Botschaftsrat im Außenministerium war. Danach wurde am 13. März 1957 Nachfolger von Hugh S. Cumming, Jr. als Botschafter in Indonesien und übte diese Funktion bis zum 29. Januar 1958 aus.
Zuletzt übernahm Allison am 24. April 1958 von U. Alexis Johnson den Posten als Botschafter in der Tschechoslowakischen Republik. Dort war er bis zum 4. Mai 1960 tätig und trat im Anschluss in den Ruhestand.
Nach seinem Ausscheiden aus dem aktiven diplomatischen Dienst hatte Allison in den 1960er und 1970er Jahren eine Professur an der University of Hawaiʻi inne. Während dieser Zeit verfasste er auch seine Memoiren, die 1973 unter dem Titel Ambassador from the Prairie; or, Allison Wonderland erschienen.

## Veröffentlichung
- Ambassador from the Prairie; or, Allison Wonderland, Autobiografie, 1973